# Ґожевко
Ґожевко (пол. Gorzewko) — село в Польщі, у гміні Ричивул Оборницького повіту Великопольського воєводства.
У 1975-1998 роках село належало до Пільського воєводства.